# Rosdorf (Holsten)
Rosdorf er en by og kommune i det nordlige Tyskland, beliggende i Amt Kellinghusen i den nordøstlige del af Kreis Steinburg. Kreis Steinburg ligger i den sydvestlige del af delstaten Slesvig-Holsten.

## Geografi
Rosdorf ligger omkring 3 km nord for Kellinghusen i den skovrige Naturpark Aukrug. Floden Stör løber gennem kommunen og mod syd går Bundesstraße B206 fra Itzehoe til Bad Bramstedt; mod øst går jernbanen fra Elmshorn mod Neumünster.